# Mastrus intermedius
Mastrus intermedius là một loài tò vò trong họ Ichneumonidae.